# Kanton Marcilly-le-Hayer
Kanton Marcilly-le-Hayer (fr. Canton de Marcilly-le-Hayer) byl francouzský kanton v departementu Aube v regionu Champagne-Ardenne. Tvořilo ho 22 obcí. Zrušen byl po reformě kantonů 2014.

## Obce kantonu
- Avant-lès-Marcilly
- Avon-la-Pèze
- Bercenay-le-Hayer
- Bourdenay
- Charmoy
- Dierrey-Saint-Julien
- Dierrey-Saint-Pierre
- Échemines
- Faux-Villecerf
- Fay-lès-Marcilly
- Marcilly-le-Hayer
- Marigny-le-Châtel
- Mesnil-Saint-Loup
- Palis
- Planty
- Pouy-sur-Vannes
- Prunay-Belleville
- Rigny-la-Nonneuse
- Saint-Flavy
- Saint-Lupien
- Trancault
- Villadin